# Логуа, Шалва Сардионович
Шалва Сардионович Логуа (7 января 1909, Тифлис — 1 апреля 1978, Москва) — советский хозяйственный, государственный и политический деятель, управляющий трестом «Трансэлектромонтаж» Министерства транспортного строительства СССР, город Москва. Герой Социалистического Труда.

## Биография
Родился 25 декабря 1908 (7 января 1909) года в городе Тифлис (ныне — Тбилиси, Грузия). Грузин. Член КПСС.
С 1929 года — на хозяйственной, общественной и политической работе. В 1929—1978 гг. — электромонтёр, инженер, заместитель начальника отдела, начальник отдела электрификации Закавказской железной дороги имени Л. П. Берия, начальник, управляющий Всесоюзным монтажным трестом по электрификации железных дорог «Трансэлектромонтаж» Министерства путей сообщения Министерства транспортного строительства СССР.
Руководил трестом с момента его основания на протяжении четверти века. С его именем связано объединение разобщенных электромонтажных поездов в организацию, способную обеспечить значительное увеличение объёмов работ по электрификации стальных магистралей страны. Один из первых электрификаторов железных дорог, талантливый руководитель и организатор. Внёс большой вклад в осуществление мероприятий по повышению темпов электрификации. Возглавляемый им трест был инициатором разработки и внедрения новых прогрессивных технологических процессов монтажа, индустриальных конструкций, машин и механизмов.
Трест был создан как самостоятельная организация, пользующаяся правами юридического лица и имеющая в своём составе передвижные поезда по монтажу контактной сети и тяговых подстанций, базу материального снабжения и промышленные предприятия по изготовлению металлоконструкций. В состав треста в разное время входило до девяти электромонтажных поездов.
Под его руководством организациями треста были электрифицированы крупнейшие сверхмагистрали Москва — Байкал, Ленинград — Ленинакан, Москва — Свердловск. Все монтажные работы по электрификации железных дорог Советского Союза выполняли поезда треста. Наибольшие объёмы работ трестом «Трансэлектромонтаж» были выполнены в период с 1959 по 1966 год, когда ежегодно вводилось в эксплуатацию свыше 2000 километров электрифицированных линий, монтировалось 5200-5800 километров развернутой длины контактной подвески и 70-80 тяговых подстанций. Электрифицирован участок Джульфа — Тебриз в Иране (150 км).
Указом Президиума Верховного Совета СССР от 2 июня 1962 года за выдающиеся производственные успехи, достигнутые при электрификации железнодорожной магистрали Москва — Байкал, Логуа Шалве Сардионовичу присвоено звание Героя Социалистического Труда с вручением ордена Ленина и золотой медали «Серп и Молот».
Жил в Москве. Умер 1 апреля 1978 года в Москве. Урна с прахом захоронена в колумбарии Донского кладбища Москвы.

## Награды
Награждён орденами Ленина (02.06.1962), Октябрьской Революции (07.05.1971), Отечественной войны 2-й степени (29.07.1945), Трудового Красного Знамени (09.08.1958), «Знак Почёта» (21.07.1942), медалями, в том числе «За трудовую доблесть» (02.07.1951).